# Křížatkovité
Křížatkovité (Commelinaceae) je čeleď jednoděložných rostlin z řádu křížatkotvaré (Commelinales).

## Popis
Jedná se o byliny, jsou jednoleté nebo vytrvalé. Jsou to pozemní rostliny, ale někdy i epifyty, liány. Jsou to jednodomé i dvoudomé rostliny. Listy jsou stálezelené, někdy nahloučeny na bázi, jindy nikoliv, jsou řapíkaté nebo přisedlé, střídavé, někdy více nebo méně ztlutslé, s listovými pochvami. Žilnatina souběžná, čepele celokrajné. Květy oboupohlavné nebo jednopohlavné, jsou v květenstvích, zpravidla vijanech, vzácněji květy jednotlivé, jsou pravidelné nebo velmi nepravidelné. Okvětí je rozlišeno na kalich a korunu. Kalich je složen ze 3 kališních lístků v 1 přeslenu, lístky volné. Koruna je složena také ze 3 lístků v 1 přeslenu, které jsou volné nebo na bázi srostlé. Koruna je modrá, purpurová nebo bílá, vzácně žlutá. Tyčinek je 6, ve dvou přeslenech (3+3), vzácně jen 1-3, nejsou srostlé navzájem ani s okvětím, nitky jsou často chlupaté někdy přítomny patyčinky. Gyneceum je složeno ze 3 plodolistů, je synkarpní, čnělka 1, semeník je svrchní. Plod je suchý, zpravidla tobolka, vzácně dužnatý.

## Rozšíření ve světě
Je známo asi 40 rodů a asi 652 druhů, které jsou rozšířeny hlavně v tropech a subtropech s menším přesahem do teplejších částí mírného pásma. V Evropě jen zavlečené nebo pěstované.

## Zástupci
- cyanotis (Cyanotis)
- floskopa (Floscopa)
- kalisie (Callisia)
- kochliostema (Cochliostema)
- křížatka (Commelina)
- podeňka (Tradescantia)
- podeňkovice (Dichorisandra)
- siderka (Siderasis)
- zeměkvět (Geogenanthus)[3]

## Seznam rodů
Aetheolirion, Amischotolype, Aneilema, Anthericopsis, Belosynapsis, Buforrestia, Callisia, Cartonema, Cochliostema, Coleotrype, Commelina, Cyanotis, Dichorisandra, Dictyospermum, Elasis, Floscopa, Geogenanthus, Gibasis, Gibasoides, Matudanthus, Murdannia, Palisota, Plowmanianthus, Pollia, Polyspatha, Porandra, Pseudoparis, Rhopalephora, Sauvallia, Siderasis, Spatholirion, Stanfieldiella, Streptolirion, Tapheocarpa, Thyrsanthemum, Tinantia, Tradescantia (vč. Rhoeo), Tricarpelema, Triceratella, Tripogandra, Weldenia.

## Rozšíření v Česku
V ČR není původní žádný druh. Křížatka obecná (Commelina communis) je pěstovaná okrasná rostlina, která v teplých oblastech občas přechodně zplaňuje. Rostliny rodu poděnka (Tradescantia), lidově blázen, jsou často pěstované pokojové rostliny.